# الغرفة (إسلام)
الغرفة وجمعها: «غرفات» هي: مكانة في الجنة عند المسلمين وردت في القرآن الكريم ﴿أُولَئِكَ يُجْزَوْنَ الْغُرْفَةَ بِمَا صَبَرُوا وَيُلَقَّوْنَ فِيهَا تَحِيَّةً وَسَلَامًا ۝٧٥﴾ [الفرقان:75] من صفات عباد الرحمن، وكذلك في الأحاديث الصحيحة عن النبي ﷺ.

## صفتها
مكانة عالية في الجنة يراها أهل الجنة كأنها كوكب في السماء، يسكنها عباد الرحمن الذين ذكرتهم الآيات كما جاء في سورة الفرقان: ﴿وَعِبَادُ الرَّحْمَنِ الَّذِينَ يَمْشُونَ عَلَى الْأَرْضِ هَوْنًا وَإِذَا خَاطَبَهُمُ الْجَاهِلُونَ قَالُوا سَلَامًا ۝٦٣﴾ [الفرقان:63]، وهي جزاء للصالحين كما قال: ﴿وَالَّذِينَ آمَنُوا وَعَمِلُوا الصَّالِحَاتِ لَنُبَوِّئَنَّهُمْ مِنَ الْجَنَّةِ غُرَفًا تَجْرِي مِنْ تَحْتِهَا الْأَنْهَارُ خَالِدِينَ فِيهَا نِعْمَ أَجْرُ الْعَامِلِينَ ۝٥٨﴾ [العنكبوت:58].
- قال رسول الله ﷺ: «إن في الجنة غرفا يرى ظاهرها من باطنها، وباطنها من ظاهرها، أعدها الله تعالى لمن أطعم الطعام، وألان الكلام، وتابع الصيام، وصلى بالليل، والناس نيام».[1]
- «إنَّ أهل الجنَّةَ يَتَراءونَ أهلَ الغرفِ من فوقهم، كما تَتَراءَونَ الكوكبَ الدُّرِّيَّ الغابرَ في الأُفُقِ، من المشرقِ أو المغربِ، لِتَفاضُلِ ما بينهم. قالوا: يا رسولَ اللهِ تلك منازلُ الأنبياءِ لا يَبْلُغُها غيرُهم، قال: بلى، والذي نفسي بيَدهِ، رجالٌ آمَنُوا بِاللَّهِ وَصَدَّقُوا المُرْسَلِينَ».[2]
- «الغرفةُ من ياقوتةٍ حمراءَ، أو زبرجدةٍ خضراءَ، أو درةٍ بيضاءَ، ليسَ فيها فصمٌ ولا وصمٌ، وإنَّ أهلَ الجنة يتراءونَ الغرفةَ منها كما يتراءونَ الكوكبَ الدريَّ الشرقيَّ أو الغربيَّ في أفقِ السماءِ، وإنَّ أبا بكرٍ وعمرَ منهم وأنعما».[3]

## صفات أهلها
هي صفات عباد الرحمن التي ذكرت في سورة الفرقان: ﴿وَعِبَادُ الرَّحْمَنِ الَّذِينَ يَمْشُونَ عَلَى الْأَرْضِ هَوْنًا وَإِذَا خَاطَبَهُمُ الْجَاهِلُونَ قَالُوا سَلَامًا ۝٦٣ وَالَّذِينَ يَبِيتُونَ لِرَبِّهِمْ سُجَّدًا وَقِيَامًا ۝٦٤ وَالَّذِينَ يَقُولُونَ رَبَّنَا اصْرِفْ عَنَّا عَذَابَ جَهَنَّمَ إِنَّ عَذَابَهَا كَانَ غَرَامًا ۝٦٥ إِنَّهَا سَاءَتْ مُسْتَقَرًّا وَمُقَامًا ۝٦٦ وَالَّذِينَ إِذَا أَنْفَقُوا لَمْ يُسْرِفُوا وَلَمْ يَقْتُرُوا وَكَانَ بَيْنَ ذَلِكَ قَوَامًا ۝٦٧ وَالَّذِينَ لَا يَدْعُونَ مَعَ اللَّهِ إِلَهًا آخَرَ وَلَا يَقْتُلُونَ النَّفْسَ الَّتِي حَرَّمَ اللَّهُ إِلَّا بِالْحَقِّ وَلَا يَزْنُونَ وَمَنْ يَفْعَلْ ذَلِكَ يَلْقَ أَثَامًا ۝٦٨ يُضَاعَفْ لَهُ الْعَذَابُ يَوْمَ الْقِيَامَةِ وَيَخْلُدْ فِيهِ مُهَانًا ۝٦٩ إِلَّا مَنْ تَابَ وَآمَنَ وَعَمِلَ عَمَلًا صَالِحًا فَأُولَئِكَ يُبَدِّلُ اللَّهُ سَيِّئَاتِهِمْ حَسَنَاتٍ وَكَانَ اللَّهُ غَفُورًا رَحِيمًا ۝٧٠ وَمَنْ تَابَ وَعَمِلَ صَالِحًا فَإِنَّهُ يَتُوبُ إِلَى اللَّهِ مَتَابًا ۝٧١ وَالَّذِينَ لَا يَشْهَدُونَ الزُّورَ وَإِذَا مَرُّوا بِاللَّغْوِ مَرُّوا كِرَامًا ۝٧٢ وَالَّذِينَ إِذَا ذُكِّرُوا بِآيَاتِ رَبِّهِمْ لَمْ يَخِرُّوا عَلَيْهَا صُمًّا وَعُمْيَانًا ۝٧٣ وَالَّذِينَ يَقُولُونَ رَبَّنَا هَبْ لَنَا مِنْ أَزْوَاجِنَا وَذُرِّيَّاتِنَا قُرَّةَ أَعْيُنٍ وَاجْعَلْنَا لِلْمُتَّقِينَ إِمَامًا ۝٧٤ أُولَئِكَ يُجْزَوْنَ الْغُرْفَةَ بِمَا صَبَرُوا وَيُلَقَّوْنَ فِيهَا تَحِيَّةً وَسَلَامًا ۝٧٥﴾ [الفرقان:63–75].